# وادي منهوجان
وادي منهوجان هو واد في تهامة بلقرن في محافظة العرضيات يتجه شمالاً حتى يصب في وادي بطاط، وعليه عدد من القرى لبني سهيم بلقرن.